# Бруа-Обинье-Монсёньи
Бруа́-Обинье́-Монсёньи́ (фр. Broye-Aubigney-Montseugny) — коммуна во Франции, находится в регионе Франш-Конте. Департамент — Верхняя Сона. Входит в состав кантона Пем. Округ коммуны — Везуль.
Код INSEE коммуны — 70101.

## География
Коммуна расположена приблизительно в 300 км к юго-востоку от Парижа, в 40 км западнее Безансона, в 60 км к юго-западу от Везуля.
По территории коммуны протекает река Рези (фр. Résie), вдоль южной границы коммуны — река Оньон, а вдоль западной — река Сона.

## Население
Население коммуны на 2010 год составляло 457 человек.
| 1962 | 1968 | 1975 | 1982 | 1990 | 1999 | 2010 |
| ---- | ---- | ---- | ---- | ---- | ---- | ---- |
| 299  | 452  | 424  | 461  | 469  | 461  | 457  |

## Администрация
| Период | Период | Фамилия        | Партия | Примечания |
| ------ | ------ | -------------- | ------ | ---------- |
| 2001   | 2008   | Поль-Андре Жен |        |            |
| 2008   | 2014   | Жан-Жак Боннот |        |            |

## Экономика

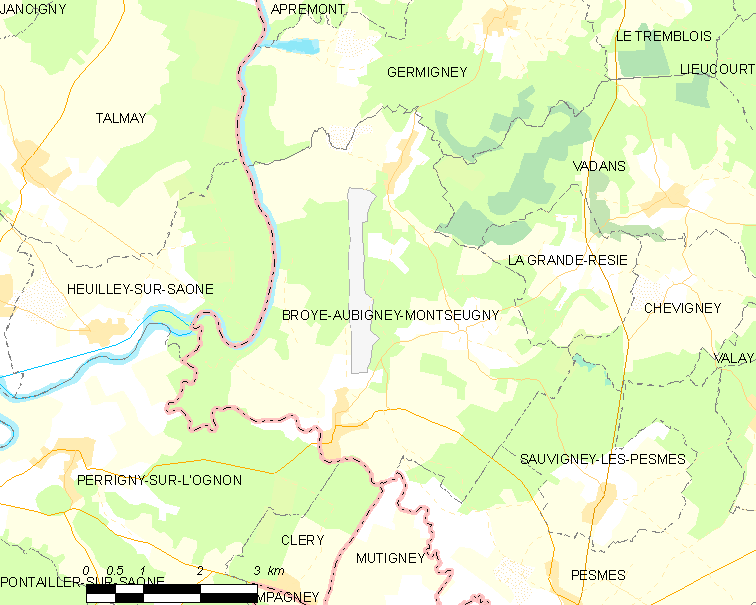
Карта коммуны

В 2010 года среди 274 человек трудоспособного возраста (15—64 лет) 202 были экономически активными, 72 — неактивными (показатель активности — 73,7 %, в 1999 году было 67,4 %). Из 202 активных жителей работали 186 человек (96 мужчин и 90 женщин), безработными было 16 (6 мужчин и 10 женщин). Среди 72 неактивных 14 человек были учениками или студентами, 43 — пенсионерами, 15 были неактивными по другим причинам.